# Cienegas Terrace
Cienegas Terrace statisztikai település az Amerikai Egyesült Államok Texas államában, Val Verde megyében. Lakosainak száma 3025 fő (2020. április 1.).

## Népesség
A település népességének változása:

| 2010 | 3 424 |
| 2020 | 3 025 |